# Noirmont (Berg)
Der Noirmont (auf den Schweizer Landeskarten Le Noirmont) ist ein 1567 m ü. M. hoher Bergrücken im Schweizer Jura. Der Gipfel liegt auf dem Gemeindeboden von Arzier-Le Muids im Kanton Waadt, nahe der Grenze zu Frankreich, rund 15 km nordwestlich der Stadt Nyon. Das Gebiet des Noirmont gehört zum Parc jurassien vaudois.
Die Region um den Noirmont ist ein nationales Wildtierschutzgebiet.

## Geographie
Der Noirmont ist Teil einer Jurakette, die sich in Richtung Südwest-Nordost vom Passübergang des Col de la Givrine bis in die Gegend des Col du Mollendruz erstreckt und das Massiv des Mont Tendre einschliesst. Der Noirmont besteht aus mehreren Gipfeln, die zwischen 1546 m und 1567 m hoch sind. Begrenzt wird der Noirmont im Süden vom breiten Sattel des Col de la Givrine und im Westen vom obersten Abschnitt des Orbetals mit dem Lac des Rousses. Gegen dieses Tal hin fällt der Noirmont mit einem dicht bewaldeten Hang (Côte du Noirmont) relativ steil ab. Im Osten schliessen verschiedene Geländerippen und Combes (langgezogene Senken) an, die den Kernteil des Parc jurassien vaudois bilden. Nach Nordosten, jenseits des Talkessels Creux du Croue, folgen in der Jurakette die Gipfelpunkte Crêt des Danses (1533 m), Mont Pelé (1534 m), Mont Sâla (1511 m),  der Bois du Couchant (1545 m) und der Vue de Genève (1495 m).
Der Gipfelbereich des Noirmont ist grasbewachsen und zeigt eine subalpine Vegetation. Auf den Höhen erstrecken sich ausgedehnte Juraweiden mit mächtigen Fichten, die entweder einzeln oder in Gruppen stehen; die steileren Hänge sind bewaldet.
An der Westseite des Berges befinden sich zwei Skilifte und mehrere Skipisten, die von Frankreich her erschlossen sind. Im Schutzgebiet sind verschiedene Wanderwege und Schneeschuhtouren erschlossen.

## Geologie
In strukturgeologischer Hinsicht bildet der Noirmont eine Antiklinale des Faltenjuras. Der Berggipfel besteht aus kompetentem Kalkstein der jüngeren Jurazeit (Malm), hauptsächlich aus Sequankalken. Aufgrund des Kalksteins sind hier Karstphänomene wie Dolinen und Karrenfelder zu beobachten.
Nordöstlich des Noirmont befindet sich der Creux du Croue, ein rund 150 m tiefer Kessel. Hier wurden die Gesteinsschichten des Sequanien vollständig erodiert und die darunter liegenden, mergeligen und wasserundurchlässigen Schichten des Argovien freigelegt.

## Flora und Fauna
In der Senke Creux du Croue hat sich ein Moor gebildet, das seit 1987 als Moorschutzgebiet ausgewiesen ist.
In der Berglandschaft kommen mehrere gefährdete Tierarten vor, so das Auerhuhn, die Gämse, der Luchs und die Waldschnepfe.